# Internet Message Access Protocol
L'IMAP, Protocol d'accés als missatges d'Internet, de l'anglès Internet Message Access Protocol (antigament Internet Mail Access Protocol) és un protocol informàtic, basat en TCP/IP, que permet als usuaris llegir els seus correus electrònics en el servidor i tan sols descarregar missatges i fitxers adjunts en la màquina local quan sigui necessari.
El seu principal avantatge, és que l'usuari pot veure l'encapçalament dels missatges i descarregar tan sols els que li interessen. Açò estalvia temps de descàrrega, especialment si els usuaris normalment esborren o reenvien missatges sense llegir-los.